# Lars Erik Boman
Lars Erik Boman, född 22 oktober 1834 i Gävle, död 1 januari 1886 i Falun, var en svensk bergsingenjör och företagsledare. 

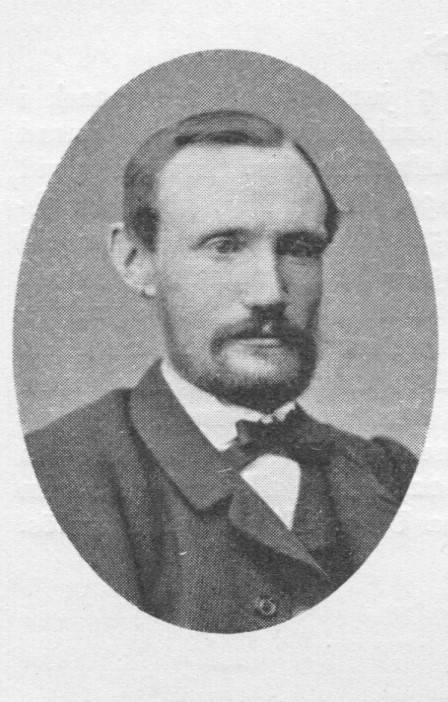
Lars Erik Boman

## Biografi[1][2]
Boman blev student vid Uppsala universitet 1852 och avlade bergsexamen vid Uppsala universitet 1859 och genomgick därefter som stipendiat Falu Bergsskola med examen 1861 och blev stipendiat vid Jernkontorets metallurgiska stat. Han arbetade som överingenjör vid Högbo numera Sandvikens järnverk från 1864 och var anställd av Stora Kopparbergs Bergslags AB som direktör för Falu gruva och kopparverk 1865–1871. Efter att ha arbetat som disponent för Finspångs styckebruk och därefter som disponent för Lessebo bolags egendomar och Kleva gruva och nickelverk blev han 1883 en av initiativtagarna till och chef för Falu metallextraktionsverk och bosatte sig i Falun. År 1884 anlade han en rödfärgsfabrik i Falun. Boman avled 51 år gammal i lungtuberkulos.
Lars Erik Boman var äldsta barn till fiskaren Lars Boman (1807–1867) och dennes hustru Christina Margareta Frisk (1807–1856).. Lars Erik Boman gifte sig 30 oktober 1865  med Katarina Enochina Ångman (1841-1923) . Paret fick sex barn varav fem levde till vuxen ålder, bland andra Eric Boman, Axel Enoch Boman och Ester Boman.

## Konflikt med Bergslaget
Som ägare till den rödfärgshytta som han lät bygga vid Slussen vid sjön Tisken i Falun hamnade Boman på kollisionskurs med sin forna arbetsgivare Stora Kopparbergs Bergslags AB. Bergslaget uppfattade att han gjorde intrång på dess domäner och försökte stoppa honom med alla medel. Hos myndigheterna bestred man hans rätt att ta upp sjöslam ur Tisken för rödfärgstillverkning. Hos banker försökte man stoppa hans krediter. I Falu rådstuvfurätt startade 26 oktober 1885 handläggning av stämningar mot disponenten Erik Johan Ljungberg i Stora Kopparbergs Bergslag, direktören Oskar Karlsson i Kopparbergs enskilda bank, rådman Herman Wilhelm Hultberg, intendent Baltzar Vult von Steyern vid kopparverket i Falun, vice häradshövding Theodor Ringenson i Falun samt ingenjör Henrik Munktell vid kopparverket i Falun.  Dessa hade enligt Boman varit handgångna män åt Stora Kopparbergs Bergslag i “obefogade processer och egenmäktigt förfarande, åsyftande att skada hans kredit, göra honom oförmögen utföra ingånget leveransaftal samt derigenom bringa honom och hans industri på obestånd.”   Stora Kopparbergs Bergslag stämde i sin tur Lars Erik Boman  för att ha beordrat fyra arbetare och deras förman, som också instämdes till rättegång, att “sönderbryta Berslagets i Tisken utlagda timmerlänsor“. Länsorna hindrade Bomans personal att hämta upp slam från Tiskens botten som råvara till Bomans rödfärgshytta. I sammanhanget åtalades intendent Steyern vid kopparverket i Falun efter anmälan från Boman. I januari 1886 föll domen i rättegången om timmerlänsorna. Boman kunde inte ställas till ansvar eftersom han avlidit, förmannen och en av arbetarna friades medan tre arbetare dömdes att böta 20 kronor vardera. Steyern dömdes också att böta 20 kr för “falsk angifvelse“.  I det mål som Boman tagit initiativ till föll domen 22 mars 1886, alla de åtalade friades . Det har spekulerats om Bergslaget gjorde någon slags uppgörelse med familjen Boman mot att dödsboet släppte alla rättsliga krav. 
När Lars Erik Boman som startade rödfärgshyttan vid Slussen vid sjön Tisken i Falun hade inmutat Tiskens uppslamningar som en sjömalmsfyndighet för att tillverka rödfärg anhöll han hos stadsfullmäktige i Falun att  “fullmäktige ville bestämma , huru vida de för Falu stad direkt begagna sig af stadens jordegarerätt till den inmutade fyndigheten genom att i ‘grufvearbetet’ och malmens förädling deltaga eller om de ville till hr B., mot fastställande av villkor och ersättning, för en gång eller i form af årligt arrende, att utgå så länge hr B. funne det förmånligt att nämnda fyndighet bearbeta, öfverlåta stadens jordegarerätt” . Stadsfullmäktige beslutade att avstå från sin rätt.  Därmed kunde Boman påbörja tillverkning av rödfärg. Slammet togs upp med hjälp av små flatbottnade pråmar som man paddlade med över Tisken. I hyttan brändes och maldes slammet till färg för att sedan packas på tunnor. Tunnorna transporterades över Tisken och lastades direkt på järnvägsvagnar. Bomans tillverkning ledde till den konflikt med Stora Kopparbergs Bergslag AB som redogörs för ovan. Ett inslag i konflikten var den annonskampanj i svenska tidningar som Bergslaget gjorde. Konsumenterna varnades för rödfärg förpackad på ett sätt “som synas afse forvexling med Bergslagets Rödfärg“ .  Verksamheten upphörde efter Bomans död.